# Polymetal
Polymetal (ros. ОАО «Полиметалл») – rosyjska firma górnicza, zajmująca się wydobyciem metali szlachetnych. Jest trzecim pod względem wydobycia producentem rudy srebra na świecie oraz czwartym producentem złota w Rosji. W 2008 roku, firma wydobyła łącznie 17,2 mln uncji srebra i około 285,000 uncji złota.
Koncern Polymetal jest właścicielem 6 kopalni złota i srebra, i prowadzi działalność w zakresie badań w czterech regionach Rosji (Obwód magadański, Kraj Chabarowski, Obwód swierdłowski i Czukocki Okręg Autonomiczny), oraz w Kazachstanie. Firma posiada około 42 koncesji na wydobycie złóż metali na obszarze równym 8,500 km². W dniu 27 maja firma podpisała koncesje na wydobycie metali w rejonie Kareli na obszarze 188 km², według umowy koncesja wygasa 30 kwietnia 2033 roku.
Firma została założona w 1998 roku w Petersburgu jest notowana na Londyńskiej giełdzie papierów wartościowych, oraz Moskiewskiej giełdzie.